# Funky Monks
Funky Monks е документален филм от 1992 за американската рок група Ред Хот Чили Пепърс. Филмът проследява записването на успешния албум Blood Sugar Sex Magik през 1991 в къщата на продуцента Рик Рубин, за която се говори, че е обитавана от духове. Кадрите са черно-бели и показват записването на парчетата от албума, както и други песни като Soul to Squeeze и Sikamikanico. Филмът е издаден на VHS и DVD.